# Kruhoočko kapské
Krohoočko kapské (Zosterops pallidus) je asi 12 cm velký druh pěvce z čeledi kruhoočkovitých (Zosteropidae).

## Popis
Stejně jako většina ostatních kruhooček má i tento druh olivově zelené opeření a výrazný bílý proužek kolem očí.

## Výskyt
Vyskytuje se v široké škále hustě až lehce zarostlých lokalit na území Jihoafrické republiky, Namibie, Botswany, Mosambiku, Lesotha a Svazijska.